# Plan Tierra de Campos
Plan Tierra de Campos, conjunto de actuacciones económico-sociales del Estado español en la comarca de Tierra de Campos, que se iniciaron en 1965 y que estaban dirigidas a promover su desarrollo.
Como resultado de la actividad de colonización del agro, surgieron varias localidades o pueblos de colonización: Cascón de la Nava, entre otros.
Dentro de la economía comarcal revestía significada importancia la ganadería de ovino explotada en régimen extensivo. 